# Ámbito (música)
En general, el ámbito de una melodía es el intervalo entre la nota más aguda y la más grave de una melodía.
En particular, el término ámbito (o ambitus en latín) hace referencia al transcurso de la línea melódica, haciendo referencia, por regla general, al rango específico de las notas de la escala de un determinado modo, particularmente en cantos llanos, como el canto gregoriano. El ámbito puede variar ampliamente en los diferentes cantos por lo que se trata de una característica importante que permite reconocerlos y distinguirlos. Incluso cantos relativamente floreados, como los aleluyas, pueden tener un ámbito reducido. Los primeros escritores calificaban el ámbito modal como "perfecto" cuando abarcaba un intervalo de novena o décima, es decir, una octava más una o dos notas, superior o inferior. Pero desde finales del siglo XV se utilizan habitualmente los términos "ámbito perfecto" cuando se trata de una octava, "imperfecto" cuando es menor y "plusperfecto" cuando es mayor.
Algunos modos eclesiásticos se pueden distinguir por su ámbito. En los modos plagales, la nota the final se encuentra en la mitad del ámbito, mientras que en los modos auténticos el ámbito no suele extetense más de una nota por debajo de la final.